# 第1回ヴェネツィア国際映画祭
第1回ヴェネツィア国際映画祭は、1932年8月6日から21日まで開催された。オープニングかつ同映画祭史上初の上映作品は『ジキル博士とハイド氏』である。公式な賞は存在せず、観客の投票によって受賞者が決められた。

## 受賞
- 男優賞: フレドリック・マーチ - 『ジキル博士とハイド氏』
- 女優賞: ヘレン・ヘイズ - 『マデロンの悲劇』
- 監督賞: ニコライ・エック - 『人生案内』
- 技術賞: レオンティーネ・ザーガン - 『制服の処女』
- 創作ファンタジー賞: ルーベン・マムーリアン - 『ジキル博士とハイド氏』
- 楽しい映画賞: ルネ・クレール - 『自由を我等に』
- 感動的映画賞: エドガー・セルウィン - 『マデロンの悲劇』